# Эдуард Пфальцский
Эдуард Пфальцский (нем. Eduard von der Pfalz; 5 октября 1625, Гаага — 13 марта 1663, Париж) — немецкий принц из дома Виттельсбахов, принц Пфальцский, пфальцграф Зиммернский.

## Биография

### Происхождение
Принц Эдуард родился в Гааге 5 октября 1625 года. Он был шестым сыном курфюрста Фридриха V Пфальцского, «зимнего короля» Чехии, и англо-шотландской принцессы Елизаветы Стюарт. Принц родился в Гааге, где жили в изгнании его родители, после того как его отец, проиграв битву на Белой горе, утратил престолы Чехии и Пфальца. Фридрих V, исповедовавший кальвинизм, умер 29 ноября 1632 года, когда принцу Эдуарду был семь лет.

### Брак и потомство
24 апреля 1645 года в Париже принц Эдуард сочетался браком с итало-французской принцессой Анной Марией Гонзагой (1616—1684). Он был почти на десять лет младше супруги. Принцесса Анна Мария была дочерью Карло I Гонзага, герцога Мантуи и Монферрато, и принцессы Екатерины де Гиз-Майенской. Во Франции её отцу принадлежали герцогства Невер и Ретель и княжество Арш. До встречи с принцем она рассталась с женихом, герцогом Генрихом II де Гизом.
У обоих супругов были проблемы до свадьбы: принц был стеснён в финансах, принцессу преследовал скандальный разрыв с женихом, который отверг её ради женитьбы на другой. Кроме того, оба принадлежали к враждовавшим между собой конфессиям. Поэтому они поженились тайно. После свадьбы принц под влиянием супруги перешёл в католичество, несмотря на угрозы своей матери, которая грозилась отречься от тех из своих детей, кто примет католичество.
Смена вероисповедания принцем, в некоторой мере, унизила его старшего брата, курфюрста Карла Людвига I Пфальцского. Принц Эдвард и его потомки были исключены из наследования в Пфальцском доме. В конце 1657 года сестра принца, принцесса Луиза Голландина бежала во Францию и, под влиянием брата и его жены, тоже перешла в католичество.
Принц Эдуард и принцесса Анна Мария поселились в Париже и были приняты при французском королевском дворе, где к ним обращались как к принцу и принцессе Пфальцским. Приданое жены и щедрость короля позволили принцу вести образ жизни, соответствующий его происхождению. Вскоре мать возобновила с ним переписку. А в 1649 году он получил английский орден Подвязки.
В браке у принца Эдуарда и принцессы Анны Марии родились сын и три дочери:
- принцесса Луиза Мария Пфальц-Зиммернская (23 июля 1647 — 11 марта 1679), в 1671 году сочеталась браком с имперским маршалом и князем Карлом Теодором фон Зальмом (1645—1710);
- принцесса Анна Генриетта Юлия Пфальц-Зиммернская (23 июля 1648 — 23 февраля 1723), титулярная королева Польши, в 1663 году сочеталась браком с принцем Генрихом III Юлием де Бурбоном, принцем Конде (1643—1709);
- принц Пфальцский (27 декабря 1650—1651), умер в младенческом возрасте;
- принцесса Бенедикта Генриетта Филиппина Пфальц-Зиммернская (14 марта 1652 — 12 августа 1730), в 1668 году сочеталась браком с герцогом Иоганном Фридрихом Брауншвейг-Люнебургским (1625—1679).

Принц Эдуард Пфальцский умер в Париже 13 марта 1663 года в возрасте тридцати семи лет. Если бы он не перешёл в католичество, то, вполне возможно, что британский трон унаследовали его потомки, а не внук его сестры Софии Ганноверской.